# Пултрузия

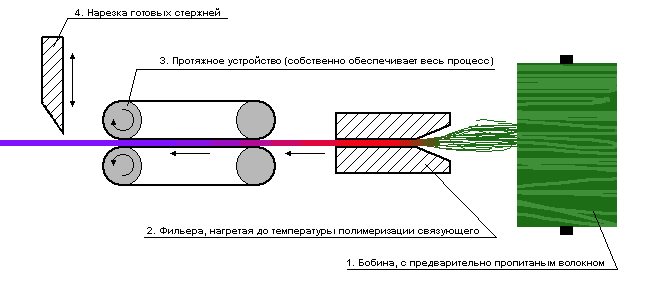
Схема «сухой» пултрузии

Пултру́зия (протяжка) — технология изготовления высоконаполненных волокном композиционных деталей с постоянной поперечной структурой. Используется в производстве полимерных композиционных материалов.
Метод «пултрузии» — технология формирования и отверждения пропитанных полимерным связующим волокон стержня протяжкой через систему
фильер с постепенно уменьшающимся сечением. Различают также метод плейнтрузии: технология изготовления неметаллической арматуры способом безфильерной протяжки; метод нидлтрузии: Технология изготовления неметаллической арматуры непрерывной рельефности безфильерным способом (формирование на игле).

## Общее представление
Пултрузия получила своё название от английских слов «pull» — «тянуть» и «extrusion» — «экструзия», «горячая штамповка выдавливанием». В отличие от экструзии, где основным рабочим воздействием служит давление, при пултрузии таковым является тянущее усилие, протягивающее исходный материал сквозь нагретую до температуры полимеризации фильеру.
Процесс пултрузии широко применяется для изготовления доходных конструкционных профилей, которые могут быть использованы в качестве лёгкой, непроводящей (изоляционной), нержавеющей детали металлической конструкции. Большинство пултрузионных деталей имеющихся на рынке, имеют поперечное сечение меньше, чем 3 дюйма (7,62 см).
В зависимости от способа обработки оборудование классифицируется на:
- Пневматические машины — имеют гусеничный привод.
- Гидравлические агрегаты — включают в конструкцию гидравлический насос, с помощью которого обрабатывается сырье.

Пултрузионное оборудование обладает высокой производительностью, благодаря чему стоимость готового композиционного изделия приравнивается к стоимости исходных материалов, использовавшихся для изготовления детали. Материалы двигаются сквозь пултрузионную обработку, как непрерывный поток входящих в систему исходных материалов и выходящих спустя короткое время, как полностью готовая деталь.

## Описание процесса
Рабочий пултрузионный процесс по существу можно разбить на следующие части:
- пропитывание связующим
- предварительное придание формы
- отверждение и механическая обработка
- протягивание
- разрезание

В относительно простом методе, который использовался для изготовления ранних рыболовных удочек, одно или несколько тянущих устройств тянут ровницы на основе стеклянных волокон с катушечных стоек в ванну со связующим, где происходит их пропитывание. Избыток связующего выжимается и полуфабрикату придаётся приблизительная форма заготовки. Отверждение и придание окончательной формы достигается внутри нагреваемой фильеры. В конце линии пила нарезает заготовки на отрезки необходимой длины.
Существует много вариантов основного пултрузионного процесса и бесконечное число способов сборки линии. Большинство производственных линий горизонтальные, хотя иногда для устранения колебаний концентричности при производстве полых профилей применяется вертикальная компоновка. Технологический процесс может быть периодическим (с остановками в протягивании) и непрерывным.
Тянущие устройства в периодическом процессе останавливаются в течение процесса отверждения и такие процессы достаточно медленны. Однако они подходят для производства одиночных изделий, таких как элементы электронных устройств, где необходимо исключительное качество поверхности.
Непрерывные пултрузионные машины — основа индустрии из-за их высоких линейных скоростей, которые могут достигать 7,6 м/мин в зависимости от времени отверждения и размеров производимого профиля.